# 이치에촌 (아이치현 아마군)
이치에촌(市江村)은 아이치현 아마군에 설치되었던 촌이다. 현재의 아이사이시 서부·야토미시 북부에 해당한다.